# Art Galleries Association of Nigeria
AGAN (Art Galleries Association of Nigeria) è un'associazione che raggruppa le gallerie d'arte private nigeriane. Ha sede a Lagos. Una realtà importante all'interno del sistema dell'arte contemporanea africana per quanto riguarda la promozione di artisti.
I membri dell'AGAM sono le più importanti gallerie nigeriane che si distinguono all'interno del mercato dell'arte visiva.
È un'organizzazione no profit, fondata nel 2005 da Cornelius Agim, Frank Okonta e Richmond Ogolo a causa della necessità di avere un organo che regolamentasse e controllasse l'attività delle gallerie private in Nigeria.
L'associazione e i suoi membri hanno svolto un ruolo pionieristico per quanto riguarda il sostegno e la diffusione dell'arte contemporanea africana in Nigeria, grazie all'istituzione di una delle fiere d'arte più importanti in Africa, Art Expo Nigeria.
AGAN ha attualmente oltre trenta gallerie private registrate come membri.

## Finalità e obiettivi
AGAN promuovere l'acquisto, la vendita, il trasferimento, l'importazione e l'esportazione di opere d'arte, artigianato, manufatti, oggetti d'antiquariato e di altri prodotti affini nel settore dell'arte e dei servizi correlati in Nigeria; organizza e partecipa a mostre ed eventi che promuovano la commercializzazione dell'arte e promuovere le attività che sono vantaggiose per l'associazione nei suoi rapporti con il governo in Nigeria e le altre associazioni presenti sul territorio.

## Membri
- Abstract Strokes Art Gallery
- Abarts Gallery and Studios
- Aiidiis Gallery
- Art & Heart studio Gallery
- Art Zero Gallery
- Baroyet Nigerian Art
- Bona Gallery
- CCA Lagos (Centre for Contemporary art)
- Creative Arts and Culture Center
- D'Art of Bongzito
- Dynamic Kreative Sisters
- Echoes of the Mind
- Emenyke's Anchorage
- Femi Artwarehouse
- Genesis Gallery
- Green House
- Habitude Gallery
- Harmattan Gallery
- Henrimoweta African Centre
- Hour Glass Gallery
- Hue Concepts Limited
- Joemusa
- Joe Real Art Gallery
- Jummai Art Gallery
- Karix Art Gallery
- Link Art
- Midy Art Gallery
- Mydrim Gallery
- Nike Gallery
- Nkem Gallery
- Omenka Gallery
- Pemberton Limited
- Pendulum Art Gallery
- Quintessence
- Splendid Ideas Ltd
- Strip of Gaza
- Terra Kulture
- The Art Barn
- The One Art Studio
- Thought Pyramid Art Center
- Time Art Gallery
- Treasure House
- Tribes Art Africa
- Vason
- Vermilion Art Galleries
- Vertigo Frames Ltd.
- Yemaya Gallery
- Young @ art